# Uesugi Teppei
Teppei Uesugi (sinh ngày 11 tháng 11 năm 1985) là một cầu thủ bóng đá người Nhật Bản.

## Sự nghiệp câu lạc bộ
Teppei Uesugi đã từng chơi cho Thespa Kusatsu.